# Hengqin

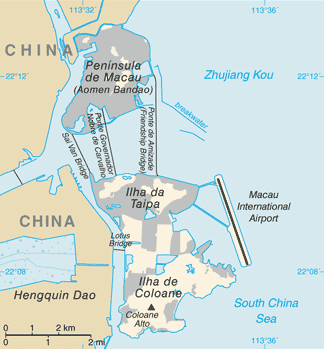
Mapa actual da Região Administrativa Especial de Macau (RAEM). A oeste da RAEM localiza-se a ilha de Hengqin.

Hengqin Dao (também conhecida por "Ilha da Montanha") é uma ilha de 96 km² pertencente à cidade de Zhuhai (uma cidade que faz parte da Província de Cantão da República Popular da China). É adjacente à ilha da Taipa e à ilha de Coloane e está ligada ao istmo de Cotai (Macau) pela Ponte Flor de Lótus. É habitada por 3000 habitantes.
Hengqin, antigamente, era formada por 2 ilhas, a "Da Hengqin" e a "Xiao Hengqin". Estas 2 ilhas foram recentemente ligadas por um aterro de terra. Os portugueses chamavam a ilha de "Da Hengqin" por "Montanha" e à ilha de "Xiao Hengqin" por "Dom João". Em 1938, juntamente com a ilha da Lapa (a actual península de Wanzai), estas 2 ilhas foram ocupadas oficialmente pelos portugueses.
Antes da ocupação oficial portuguesa, a ilha de D. João e a ilha da Montanha, que ficavam perto de Macau, já eram povoadas e frequentadas por missionários portugueses. Antigamente, durante a ocupação portuguesa, a ilha de D. João possuía uma leprosaria. Em 1941, o Exército Japonês conseguiu ameaçar as tropas portuguesas a abandonar aquelas ilhas pouco povoadas. Consequentemente, estas ilhas foram ocupadas por japoneses. No final da Segunda Guerra Mundial, a China conseguiu reocupá-las.
Há propostas para tornar a ilha de Hengqin numa área turística com muitos hotéis e estâncias de luxo. Hengqin começou, recentemente, a experimentar um grande desenvolvimento, com novas áreas residenciais a serem edificadas.
Macau, devido à falta de terrenos, queria integrar a ilha de Hengqin na Região Administrativa Especial de Macau (RAEM) e Macau expressou o seu desejo ao Governo Central Chinês. Mas, o Governo Central não autorizou esta integração. Porém, no dia 1 de setembro de 2005, o Governo Central permitiu a isenção de taxas aos empresários de Macau e de Hong-Kong e permitiu uma maior flexibilidade no controlo da imigração desta ilha chinesa para promover o investimento.
Hengqin é a maior das 146 ilhas de Zhuhai. A sua área é aproximadamente o triplo da área da RAEM. É uma ilha predominantemente rural e possui paisagens espetaculares, vastos campos de cultivo, largas baías, lindas praias, cavernas e rochas com um aspeto estranho, ar fresco e não poluído e uma vegetação natural rica.
Planos recentes dão conta do desenvolvimento urbanístico da ilha, que acolherá milhares de habitantes num futuro próximo.